# Comte de Lancastre
Le titre de comte de Lancastre a été créé en 1267 dans la pairie d'Angleterre, revenant à la Couronne en 1399. Le comté du Lancashire se trouve au nord-ouest de l'Angleterre.

## Première création (1267)
- 1267-1296 : Edmond de Lancastre (1245-1296), 1er comte de Leicester, fils cadet du roi Henri III ;
- 1296-1322 : Thomas Plantagenêt (1278-1322), comte de Leicester. Exécuté en 1322. Fils du précédent. Ses terres sont confisquées et ses titres ne seront restaurés qu'en 1327, avec sa réhabilitation ;
- 1327-1345 : Henri de Lancastre (1281-1345), comte de Leicester. Frère du précédent ;
- 1345-1361 : Henri de Grosmont (1310-1361), comte de Derby (1337) et de Leicester (1345), Lincoln, duc de Lancastre (1351). Fils du précédent ;

- 1361-1399 : Jean de Gand (1340-1399), comte de Derby, Leicester, Lincoln et Richmond, duc de Lancastre (1362). Gendre du précédent ;
- 1399 : Henry Bolingbroke (1367-1413), comte de Derby, Leicester, Lincoln, Northampton, duc de Lancastre et d'Hereford. Devient Henri IV d'Angleterre en 1399. Fils du précédent.

Tous ces titres reviennent à la couronne en 1399.